# 沈蓓莉
沈蓓莉（1963年6月—），女，上海人，中华人民共和国政治人物。1994年3月，加入中国共产党。

## 生平
毕业于英国萨塞克斯大学，研究生学历，文学硕士学位。1985年8月，进入中共中央对外联络部工作，历任一局三秘、副处长、处长、局长助理、副局长。2009年，任党群外事协调局局长。2010年，任七局局长。同年，改任一局局长。2013年，任研究室主任（正局级）。2014年11月，沈蓓莉出任驻英国大使馆公使。2016年11月，沈蓓莉重返中联部，任中联部办公厅主任（正局级）。2017年2月，任中联部部长助理兼办公厅主任。2018年9月，出任外交部驻澳门特别行政区特派员公署特派员。2020年7月，任中共中央对外联络部副部长。2022年12月，调任中国宋庆龄基金会党组书记。

## 家庭
育有一子。